# 라퀠 토레스

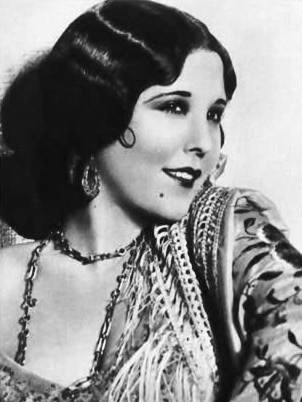

라켈 토레스(Raquel Torres, 1908년 11월 11일 ~ 1987년 8월 10일)는 미국의 배우, 영화 배우, 텔레비전 배우이다. 출신지는 에르모시요이며, 로스앤젤레스에서 심근 경색에 의해 사망하였다. 그리고 사후에는 포리스트 론 메모리얼 파크에 매장되었다.

## 영화
- 14 킬로미터 (2007년)
- 식은 죽 먹기 (1933년)
- 언더 어 텍사스 문 (1930년)
- 마치 오브 타임 (1930년) - 본인 역
- 브릿지 오브 산 루이스 레이 (1929년)
- 화이트 샤도우 인 더 사우스 씨 (1928년)